# بين ماكينا
بين ماكينا (بالإنجليزية: Ben McKenna)‏ هو لاعب كرة قدم بريطاني في مركز الوسط، ولد في 16 يناير 1993 في بيرنلي في المملكة المتحدة. لعب مع ستوكبورت كونتي ونادي ستاليبريدج سيلتيك ونادي كارلايل يونايتد ونادي ووركينغتون.

## وصلات خارجية
- بين ماكينا على موقع قاعدة بيانات كرة القدم.إي يو (الإنجليزية)
- بين ماكينا على موقع Soccerbase.com (لاعب) (الإنجليزية)
- بين ماكينا على موقع Soccerway.com (الإنجليزية)